# ودلا چیمه
ودلا چیمه (به انگلیسی: Wadala Cheema) یک روستا در پاکستان است که در ناحیه گوجرانوالا واقع شده‌است.